# Āghjīvān
Āghjīvān (persiska: آغجیوان, Āghjavān) är en ort i Iran.   Den ligger i provinsen Västazarbaijan, i den nordvästra delen av landet, 500 km väster om huvudstaden Teheran. Āghjīvān ligger 1 424 meter över havet och antalet invånare är 661.
Terrängen runt Āghjīvān är kuperad söderut, men norrut är den platt. Runt Āghjīvān är det ganska glesbefolkat, med 47 invånare per kvadratkilometer. Närmaste större samhälle är Shāhīn Dezh, 16,3 km öster om Āghjīvān. Trakten runt Āghjīvān består i huvudsak av gräsmarker.